# Horatio Caro
Horatio Caro (5 de juliol de 1862 – 15 de desembre de 1920), fou un jugador d'escacs anglès. Va néixer a Newcastle upon Tyne, Anglaterra, però la seva carrera escaquística es va desenvolupar principalment a Berlín, Alemanya, on va anar a viure. És conegut principalment perquè fou un dels teòrics dels escacs que va donar nom a la defensa Caro-Kann.

## Resultats destacats en competició
Va jugar diversos matxs contra jugadors de primera línia. El 1892, empatà amb Curt von Bardeleben (+2 –2 =2), i perdé amb Szymon Winawer (+2 –3 =1). El 1897, va perdre contra Jacques Mieses (+3 –4 =3). El 1903, empatà amb Bardeleben (+4 –4 =0). El 1905, guanyà contra Moritz Lewitt (+4 –3 =5) en el matx de desempat per determinar el Campió de Berlín.
En torneigs, jugà continuadament a Berlín, on guanyà les edicions del torneig de la ciutat els anys 1888, 1891, 1894, 1898 (ex aequo), i 1903. Fou 10è a Berlín 1883, fou 4t a Berlín 1887, empatà al 2n-3r lloc a Nuremberg 1888, fou 3r a Berlín 1889, 2n a Berlín 1890 (rere Berthold Lasker), 3r a Berlín 1894, 9è a Berlín 1897 (el campió fou Rudolf Charousek), 17è al Torneig de Viena 1898 (Kaiser-Jubiläumsturnier), 4t a Berlín 1899, empatà als llocs 6è-7è a Berlín 1902, empatà als llocs 11è-12è a Coburg 1904, empatà als llocs 7è-8è a Barmen 1905, fou 9è a Berlín 1907, empatà als llocs 3r-5è a Berlín 1908, i fou 4t a Berlín 1911.
Caro va morir a Londres als 58 anys.

## Contribucions a la teoria dels escacs
La seva fama en el món dels escacs és vinculada a la defensa Caro-Kann (B10-B19) la qual va analitzar a la publicació Bruederschaft el 1886, i que pren el seu nom i el del jugador austríac Marcus Kann.